# Kikkawa Hiroie
Kikkawa Hiroie (吉川広家?   7 de diciembre de  1561-22 de octubre, de 1625) fue un daimyō japonés del  período Azuchi-Momoyama a comienzos del periodo Edo de la historia de Japón.

## Biografía
Hiroie fue hijo de Kikkawa Motoharu y originalmente había sido llamado Tsunenobu(経信). Su primera experiencia en un campo de batalla fue en 1570 en contra de Amago Katsuhisa al lado de su padre. En 1583, fue enviado junto con Toyotomi Hideyoshi como rehén.
Entre 1586 y 1587 tanto su padre como su hermano fallecieron, por lo que Hiroie se convirtió en el líder del clan Kikkawa. Y fue alrededor de este tiempo en que cambió su nombre a Hiroie. Durante las invasiones japonesas a Corea organizadas por Hideyoshi tuvo una brillante participación en la Batalla del castillo de Ulsan, donde derrotó a un ejército Ming de mayores proporciones.
Durante la Batalla de Sekigahara de 1600 Hiroie no entró en el combate en apoyo al bando de Ishida Mitsunari, el cual fue derrotado estrepitosamente. Después de la derrota Tokugawa Ieyasu redujo sus propiedades a los han de Suo y Nagato.
Como primer gobernante del han de Iwakuni, trabajó para hacerlo prosperar e incluso decretó una ley consistente de 188 cláusulas (conocida como Kikkawa-shi hatto'). 
Hiroie falleció en 1625.